# ماسیس گریگوریان
ماسیس گئورگی گریگوریان (ارمنی: Մասիս Գևորգի Գրիգորյան؛ زاده ۳ سپتامبر ۱۹۲۹ - درگذشته ۱۸ فوریهٔ ۲۰۲۲) نقاش و آموزگار اهل ارمنستان بود.
درگذشت

## زندگی‌نامه
وی در ۳ سپتامبر ۱۹۲۹ در لنیناکان به دنیا آمد و از مدرسه نقاشی گیومری (۱۹۴۵) و کالج دولتی هنرهای زیبای پانوس ترلمزیان (۱۹۶۰) فارغ‌التحصیل گشت.  وی عضو اتحادیه نقاشان ارمنستان می‌باشد. وی همچنین برنده جوایزی همچون نقاش مردمی جمهوری ارمنستان (۱۹۹۰) شد. وی در ۱۸ فوریهٔ ۲۰۲۲ در سن ۹۲ سالگی درگذشت.